# ルクセンブルク中央銀行

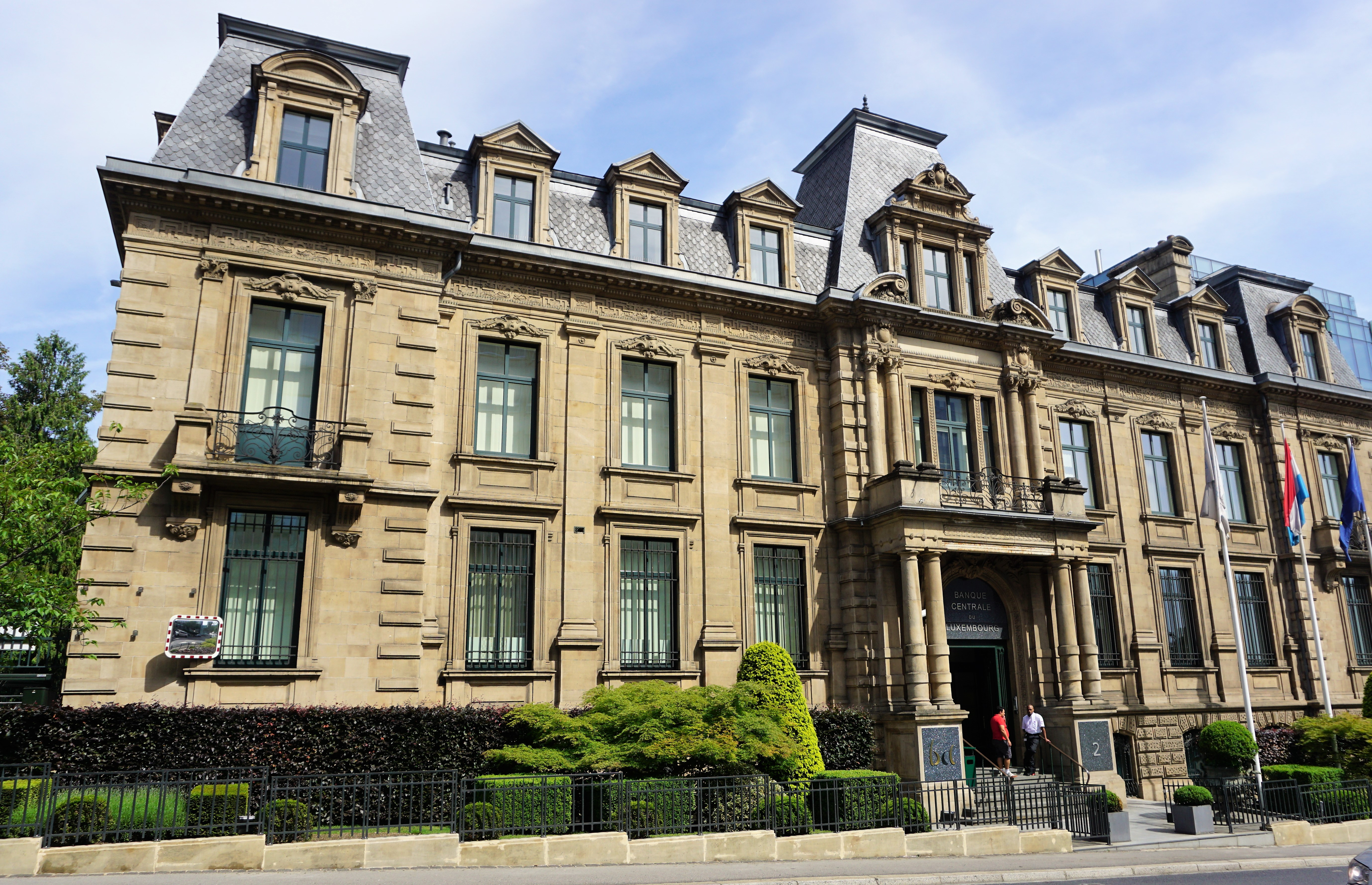
ルクセンブルク中央銀行の本店

ルクセンブルク中央銀行（ルクセンブルクちゅうごうぎんこう、仏：Banque Centrale du Luxembourg）は、ルクセンブルクの中央銀行。1998年4月22日および1998年12月23日の基本法により、欧州中央銀行が設立された同じ年の1998年に設立された。ルクセンブルク中央銀行は欧州中央銀行制度 (ESCB) を構成している。
ルクセンブルク中央銀行の本店はブールヴァール・ロワイヤルにおかれている。